# 하워드 아이헨바움
하워드 B. 아이헨바움(Howard B. Eichenbaum) 또는 하워드 아이헨바움(1947년 10월 16일 – 2017년 7월 21일)은 해마체(히포캠퍼스,Hippocampus)를 연구한 미국 심리학자이자 신경 과학자였다. 그는 이전에 웰즐리 칼리지(Wellesley College)에서 일한 적이 있으며 또한 보스턴 대학교(Boston University)의 대학 교수이자 뇌과학센터(Center for Memory and Brain)의 소장이었다. 그는 과학 저널 히포캠퍼스(Hippocampus)의 편집장이었다.

## 같이 보기
- 한스 마르코비치